# میکروفرمت
یک میکروفرمت (به انگلیسی: microformat) (مخفف μF) یک دیدگاه مبتنی بر وب جهان‌گستر برای «نشانه‌گذاری‌های معنایی» است. در این دیدگاه از برچسب (تگ)های معمول HTML/XML برای انتقال فراداده‌های اضافی و دیگر ویژگی‌ها استفاده می‌شود. این فراداده‌ها می‌توانند در صفحات وب، و دیگر زمینه‌هایی که از HTML و XHTML پشتیبانی می‌کنند، مثل RSS، درون سازی شوند.
اگرچه محتویات صفحات وب توانایی بعضی از «پردازش‌های خودکار» را دارد، اما از آغاز وب، همیشه پردازش خودکار کار سختی بوده‌است، زیرا برچسب‌های نشانه گذاری که برای نمایش اطلاعات در وب استفاده می‌شدند، توصیف نمی‌کردند که اطلاعات چه معنایی دارند. دیدگاه میکروفرمت این مشکل را از طریق «متصل کردن به معانی» حل کرده‌است.

## کاربردها
دیدگاه میکروفرمت به نرم‌افزار‌ها امکان پردازش خودکار اطلاعات در نظر گرفته شده برای کاربر نهایی (مثل اطلاعات تماس، مختصات جغرافیایی، وقایع تقویمی، و اطلاعات مشابه) را می‌دهد.
میکروفرمت نیاز دیگر روش‌های پیچیده‌تر پردازش خودکار، مثل پردازش زبان‌های طبیعی و تراش صفحه را برآورده و رفع نموده‌است. از طریق استفاده، قبول کردن، و پردازش میکروفرمت‌ها می‌توان عناصر داده را «فهرست دهی» کرد، «جستجو کرد»، «ذخیره کرد» یا «ارجاع-متقابل» داد. در نتیجه این موضوع به «استفاده مجدد» و «ترکیب» اطلاعات کمک می‌کند.
از سال ۲۰۱۳، میکروفرمت‌ها اجازهٔ کدگذاری و استخراج «جزئیات وقایع»، «اطلاعات تماس»، «ارتباطات اجتماعی» و اطلاعات مشابه را می‌دهند.

## بررسی تکنیکی
استانداردهای XHTML و HTML طوری طراحی شده‌اند که امکان جاسازی و کدبندی «معنا» را در داخل ویژگی‌های برچسب (تگ)های نشانه گذاری‌ها می‌دهند. میکروفرمت از مزیت این استانداردها استفاده کرده‌است، و وجود فراداده را با استفاده از این ویژگی‌ها نمایش می‌دهد:
- class: نام کلاس
- rel: ارتباط، توصیف آدرس مقصذ در عنصر لنگر (<a href=... rel=...>...</a>)
- rev: ارتباط معکوس، توصیف سند ارجاع شده (در یک حالت، در غیر اینصورت در میکروفرمت منسوخ شده‌است).[۴]

## مثال‌ها

### مثال مختصات جغرافیایی
برای مثال، در متن "The birds roosted at 52.48, -1.89" یک جفت عدد وجود دارد که می‌تواند، از طریق زمینه ای که در آن قرار دارد، اعداد مختصات جغرافیایی، فهمیده شود. این کار با بسته‌بندی کردن آنها در spans (یا دیگر عناصر HTML) با نام کلاس بخصوص (در این حالت geo, latitude، و longitude که همه جزئی از خصوصیات میکروفرمت geo می‌باشند) انجام می‌شود:
```
The birds roosted at
   
<
span
 
class
=
"geo"
>

     
<
span
 
class
=
"latitude"
>
52.48
</
span
>
,
     
<
span
 
class
=
"longitude"
>
-1.89
</
span
>

   
</
span
>

```

عامل نرم‌افزاری می‌تواند به صورت دقیق تشخیص بدهد که هر مقدار چه چیزی را نمایش می‌دهد، و می‌تواند انواع کارها روی آن انجام دهد، مثلاً فهرست دهی کند، آن را روی نقشه نمایش دهد، یا آن را به یک دستگاه GPS بفرستد.

### مثال اطلاعات تماس
در این مثال، اطلاعات تماس به صورت زیر نمایش داده شده‌اند:
```
 
<
ul
>

   
<
li
>
Joe Doe
</
li
>

   
<
li
>
The Example Company
</
li
>

   
<
li
>
604-555-1234
</
li
>

   
<
li
><
a
 
href
=
"http://example.com/%22
>
http://example.com/
</
a
></
li
>

 
</
ul
>

```

با نشانه گذاری‌های میکروفرمت hCard، به صورت زیر در می‌آید:
```
 
<
ul
 
class
=
"vcard"
>

   
<
li
 
class
=
"fn"
>
Joe Doe
</
li
>

   
<
li
 
class
=
"org"
>
The Example Company
</
li
>

   
<
li
 
class
=
"tel"
>
604-555-1234
</
li
>

   
<
li
><
a
 
class
=
"url"
 
href
=
"http://example.com/%22
>
http://example.com/
</
a
></
li
>

 
</
ul
>

```

در اینجا، نام فرمت دهی شده (fn)، سازمان (org)، شماره تلفن (tel)، و آدرس وب (url) توسط نام کلاس بخصوصی تشخیص داده می‌شوند، و کل شیی در class="vcard" بسته‌بندی می‌شود، که نشان می‌دهد که کلاس‌های دیگر یک hCard را شکل می‌دهند (hCard خلاصهٔ «HTML vCard» می‌باشد)، و اینکه این نامگذاری صرفاً تصادفی و اتفاقی نیست. کلاس‌های دیگر اختیاری hCard همچنین وجود دارند. نرم‌افزارها (مثل یک افزونه مرورگر) می‌توانند اطلاعات را استخراج کرده، و آنها را برنامه کاربردی (مثل یک کتاب آدرس) انتقال دهند.

## میکروفرمت‌های خاص
چندین میکروفرمت توسعه یافته‌است که امکان نشانه گذاری معنایی انواع بخصوصی از اطلاعات را فراهم می‌کند. با این حال فقط hCard و hCalendar به تصویب رسیده‌اند، و بقیه به صورت پیش نویس باقی مانده‌اند:
- hAtom (جایگزین شده با h-entry و h-feed) برای نشانه گذاری خوراک اتم که در بدنهٔ استاندارد HTML موجود است.
- hCalendar برای وقایع
- hCard برای اطلاعات تماس، شامل:
  - adr - برای آدرس پستی
  - geo- برای مختصات جغرافیایی (طول و عرض)
- hMedia برای محتوای صدا/ویدیو
- hAudio - برای محتوای صدا
- hNews - برای محتوای اخبار
- hProduct - برای محصول‌ها
- hRecipe - برای دستورالعمل و مواد غذایی
- hResume - برای رزومه یا CV
- hReview برای مرورها و نظرات
- rel-directory - برای تولید و شمول فهرست‌های منتشر شده
- rel-enclosure - برای پیوست‌های رسانه ایدر صفحات وب
- rel-license - خصوصیات مجوزهای حق انتشار
- rel-nofollow - تلاشی برای دلسرد کردن هرزنامه‌های شخص سوم (مثلاً اسم‌های موجود در بلاگ‌ها)
- rel-tag - برای تگ گذاری‌های غیر متمرکز (رده‌بندی مردمی)
- xFolk - برای اتصالات تگ زده شده
- برای ارتباطات اجتماعی- XHTML Friends Network (XFN)
- برای لیست‌ها و نماهای کلی- XOXO